# Kodaginabele, Malur
Kodaginabele là một làng thuộc tehsil Malur, huyện Kolar, bang Karnataka, Ấn Độ.